# 黑頭瘦獅子魚
黑頭瘦獅子魚，為輻鰭魚綱鮋形目杜父魚亞目獅子魚科的其中一種，分布於西北大西洋的格陵蘭南方海域，棲息深度可達3172公尺，體長可達4.8公分，為深海底棲性魚類，屬肉食性，生活習性不明。

## 擴展閱讀
維基物種上的相關：黑頭瘦獅子魚